# Więźniowie wojny
Więźniowie wojny (oryginalny tytuł hebr.: חטופים, translit.: Chatufim, dosłownie: Uprowadzeni) – izraelski serial telewizyjny emitowany od 6 marca 2010 do 25 grudnia 2012 roku przez izraelską stację Channel 2. W Polsce serial emitowany był od 8 grudnia 2016 do 15 sierpnia 2018 roku na kanale WP1.
Serial zyskał wielką popularność w Izraelu, gdzie był najchętniej oglądaną produkcją telewizyjną w historii. Zdobył też duże uznanie za granicą. Otrzymał wiele wyróżnień, w tym Nagrody Izraelskiej Akademii Filmowej i Telewizyjnej w 2010 roku w kategoriach produkcji dramatycznych: najlepszy serial, najlepsza reżyseria, najlepszy aktor (Jiszaj Golan) i najlepsza aktorka (Yaël Abecassis).

## Fabuła
Akcja serialu toczy się we współczesnym Izraelu. Dwóch żołnierzy, Nimrod Klein i Uri Zach, po 17 latach spędzonych w libańskiej niewoli, wraca do domu. Ogłoszeni bohaterami wojennymi, mają jednak kłopoty z adaptacją w życiu rodzinnym i społecznym. Podczas obowiązkowego przesłuchania przez służby specjalne Nimrod i Uri zdają różne relacje z jeniectwa. Rusza śledztwo mające wyjaśnić, co obaj ukrywają. Sprawy komplikują się, gdy wychodzi na jaw, że trzeci z uprowadzonych, Amiel Ben Horin, który miał rzekomo zginąć w niewoli, żyje i że przeszedł na stronę islamskich ekstremistów w Libanie.

## Obsada
- Joram Toledano: Nimrod Klein
- Yaël Abecassis: Talia Klein
- Yaël Eitan: Dana Klein
- Guy Selnik: Hatzav Klein
- Jiszaj Golan: Uri Zach
- Mili Avital: Nurit Halevi-Zach
- Mickey Leon: Yaakov Zach
- Adam Kent: Asaf Zach
- Shmuel Shilo: Joseph Zach
- Asi Kohen: Amiel Ben-Horin
- Adi Ezroni: Yael Ben-Horin
- Nevo Kimchi: Ilan Feldman
- Gal Zaid: Chaim Cohen
- Sandy Bar: Iris
- Aki Avni: Ofer
- Jonathan Uziel: Yinon "Noni" Meiri
- Dalik Volonitz: dr Shmuel Ostrovski
- Doron Amit: Ehud Ostrovski
- Salim Daw: Jamal Agrabiya

## Odcinki
| Seria | Odcinki | Emisja w Izraelu                     | Emisja w Polsce                 |
| ----- | ------- | ------------------------------------ | ------------------------------- |
| 1     | 1–10    | 6 marca 2010–22 maja 2010            | 8 grudnia 2016–9 lutego 2017    |
| 2     | 11–24   | 15 października 2012–25 grudnia 2012 | 16 lutego 2017–15 sierpnia 2018 |

## Adaptacje
Na podstawie scenariusza do Więźniów wojny powstały dwa seriale telewizyjne: amerykański Homeland, emitowany od 2 października 2011 roku przez telewizję Showtime, oraz indyjski P.O.W. – Bandi Yuddh Ke, emitowany od 7 listopada 2016 do 15 marca 2017 roku przez telewizję Star Plus.